# Schwarzgrauer Ameisenwürger
Der Schwarzgraue Ameisenwürger, jetzt Schwarzgrau-Ameisenwürger  (Thamnophilus nigrocinereus) zählt innerhalb der Familie der Ameisenvögel (Thamnophilidae) zur Gattung Thamnophilus.
Die Art kommt in Brasilien, Französisch-Guayana, Kolumbien und Venezuela sowie in einem kleinen Teil von Bolivien vor.
Das Verbreitungsgebiet umfasst tropische oder subtropische, zeitweise überflutete immergrüne Wälder, außerdem Auwald, baumbestandene Savanne, feuchte Waldränder und Flussinseln in den Llanos bis 400 m Höhe.
Der lateinische Artzusatz kommt von lateinisch niger ‚schwarz‘ und lateinisch cinereus ‚aschfarben‘.
Die Art wurde früher als konspezifisch mit dem Flussufer-Ameisenwürger (Thamnophilus cryptoleucus) angesehen.

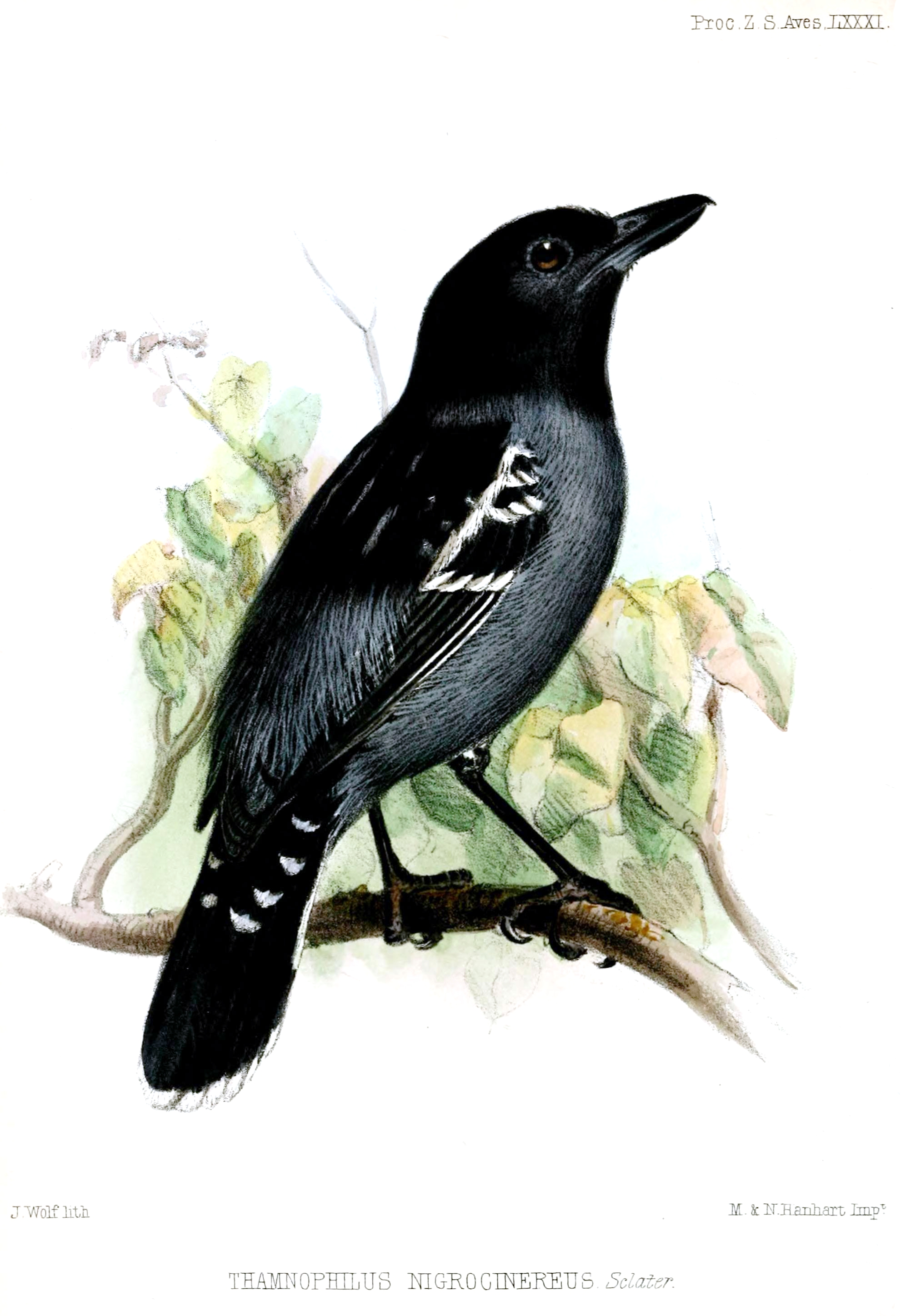
Männchen, Illustration von Wolf, 1855

## Merkmale
Der Vogel ist 16–17 cm groß und wiegt zwischen 28 und 32 g. Das Männchen ist schwarz-grau mit schwarzer Kappe und Kehle, gräuliches Gesicht, blassere Unterseite. Die Flügeldecken sind bräunlich gefärbt und haben wie die Flugfedern weiße Umrandung, die Schwanzfedern haben weiße Spitzen. Das Weibchen ist schwarz-grau am Kopf einschließlich Kappe, die Oberseite dunkelgrau mit rötlich-brauner Tönung, Flügel und Schwanz sind braun, die Unterseite rotbraun.

## Geografische Variation
Es werden folgende Unterarten anerkannt:
- T. n. nigrocinereus P. L. Sclater, 1855, Nominatform – Amazonas im Nordosten Brasiliens
- T. n. cinereoniger Pelzeln, 1868 – Kolumbien, Venezuela und Nordwesten Brasiliens
- T. n. kulczynskii (Domaniewski & Stolzmann, 1922) – Französisch-Guayana und Brasilien angrenzend
- T. n. tschudii Pelzeln, 1868 – West- und Zentralbrasilien
- T. n. huberi Snethlage, E, 1907 – Ost- und Zentralbrasilien

## Stimme
Der Ruf wird als schneller werdende nasale Tonfolge beschrieben.

## Lebensweise
Die Nahrung besteht hauptsächlich aus Insekten und Gliederfüßern, die allein oder als Paar, mitunter auch in gemischten Jagdgemeinschaften bevorzugt in Boden- bis mittlere Baumhöhe gesucht werden. Die Art wippt gerne mit dem Schwanz.
Über die Brutzeit ist nur wenig bekannt.

## Gefährdungssituation
Der Bestand gilt als potentiell gefährdet (near threatened).